# Pedro Antonio Sánchez Moñino
Pedro Antonio Sánchez Moñino (Aspe, Alicante, 12 de diciembre de 1986) es un futbolista español. Juega como centrocampista en las filas del C. D. Betis Florida de la Primera Regional de la Comunidad Valenciana.

## Trayectoria
Pedro Sánchez se formó en las categorías inferiores del Alicante C. F. En la temporada 2004-05 jugó con el Juvenil A en Liga Nacional Juvenil. Posteriormente, en las temporadas 2005-06 y 2006-07, jugó en el Alicante "B" en Tercera División, en esta última el equipo descendió a Preferente.
En la temporada 2007-08 fue uno de los estandartes del filial alicantinista que ascendió a Tercera División. El equipo realizó una temporada en Regional Preferente de la Comunidad Valenciana donde quedó subcampeón del Grupo 4 y el equipo solo perdió cuatro encuentros.
En la temporada 2008-09 realizó una gran primera vuelta con el Alicante "B", que estuvo situado durante todo ese tramo de liga entre los puestos de ascenso a Segunda B. Era el capitán de ese equipo que entrenaba Vicente Mir. Nino Lema lo subió al primer equipo, donde debutó el 23 de noviembre de 2008 en Segunda División en el Teresa Rivero ante el Rayo (0-0). Tras la destitución de Nino Lema, siguió contando para los entrenadores siguientes Manolo Jiménez González y José Carlos Granero. Anotó su primer gol en la categoría ante la S. D. Eibar que significó la victoria del Alicante. Sus actuaciones con el equipo alicantino le hicieron despertar el interés de varios clubes importantes, siendo el Real Murcia C. F. el más interesado en él. En la temporada 2008-09 solo cobró una mensualidad de 1000 euros, debido a la difícil situación económica del club alicantinista. El 22 de junio de 2009 el Real Murcia anunció de manera oficial su fichaje por tres temporadas. El 17 de julio de 2012 se confirmó su fichaje por el Córdoba C. F. para las dos siguientes temporadas. El 4 de agosto de 2014 due fichado por el Real Zaragoza al acabar contrato con el club cordobés.
En la temporada con el Real Zaragoza logra su primer gol ante el C. A. Osasuna en La Romareda.
Tras dos temporadas en el club maño, el 7 de julio de 2016 fichó por el Elche C. F. Tras solo un año en el club, donde jugó 30 partidos, fichó libre por el Granada Club de Fútbol donde solo aguantó una temporada para fichar libre por el Real Club Deportivo de La Coruña, recién descendido de Primera División.
En septiembre de 2019 firmó con el Albacete Balompié. Fue titular con Luis Miguel Ramis en la primera mitad de la Liga y con Lucas Alcaraz en la segunda, completando un total de 45 partidos, 31 de ellos como titular, y ocupando el sexto puesto en el ranking de futbolistas del Alba con más minutos disputados, en los que marcó cuatro goles.[cita requerida]
El 14 de septiembre de 2020 fue cedido al Hércules de Alicante C. F. una temporada. Tras rescindir su contrato con el conjunto manchego, siguió jugando para el mismo equipo la campaña siguiente. Después de este segundo año, se marchó en julio de 2022 al C. D. Alcoyano, donde estuvo hasta que rescindió su contrato a inicios de 2023. Entonces se unió al C. D. Betis Florida para competir en la Primera Regional de la Comunidad Valenciana.

## Clubes
| Club                                | País   | Año       |
| ----------------------------------- | ------ | --------- |
| Alicante C. F. "B"                  | España | 2005-2008 |
| Alicante C. F.                      | España | 2008-2009 |
| Real Murcia C. F.                   | España | 2009-2012 |
| Córdoba C. F.                       | España | 2012-2014 |
| Real Zaragoza                       | España | 2014-2016 |
| Elche C. F.                         | España | 2016-2017 |
| Granada C. F.                       | España | 2017-2018 |
| R. C. Deportivo de La Coruña        | España | 2018-2019 |
| Albacete Balompié                   | España | 2019-2021 |
| Hércules de Alicante C. F. (cedido) | España | 2020-2021 |
| Hércules de Alicante C. F.          | España | 2021-2022 |
| C. D. Alcoyano                      | España | 2022-2023 |
| C. D. Betis Florida                 | España | 2023-     |